# NK Vodice
Nogometni klub Vodice hrvatski je nogometni klub iz Vodica. Trenutačno se natječe u 3. NL – Jug.
Škola nogometa broji preko 200 članova (špigete, tići, mlađi pioniri, stariji pioniri, kadeti i juniori). 

## Povijest
Nogometni klub Vodice osnovan je 1931. godine pod imenom VOŠK (Vodički omladinski športski klub). Obnavlja se 1946. godine pod imenom Prvoborac a 1958. godine uzima ime Radnik. Od godine 1968. nosi sadašnje ime Vodice.

## Vanjske poveznice
- Profil, HNS Semafor